# سزار (کوکتل)
سزار (انگلیسی: Caesar) نوعی کوکتل است که عمدتاً در کانادا تولید و مصرف می‌شود. این نوشیدنی معمولاً حاوی ودکا، کلاماتو، سس تند، و سس ووسترشر است و با یخ در یک لیوان بزرگ با لبه آغشته به نمک کرفس عرضه می‌شود، که معمولاً با یک ساقه کرفس و یک برش لیموی شیراز تزئین می‌شود. چیزی که سِزار را از بلادی مری متمایز می‌کند، داشتن گوشتابهٔ صدف است. این کوکتل همچنین ممکن با میچه‌لادا قابل مقایسه است که دارای مواد طعم‌دهنده مشابهی است اما برای تهیه‌اش به‌جای ودکا از آبجو استفاده می‌شود.

## خاستگاه
نخستین دستور تهیه این نوشیدنی در صفحهٔ ۴۵ کتاب کوکتل‌های «تد سوسیر» به نام «تا ته برو بالا!» در سال ۱۹۵۱ آمده است که البته نویسندهٔ کتاب آن را به «میلو جی. ساتلیف» ناشر نیویورکی نسبت داده است. ۲ سال بعد در نوامبر ۱۹۵۳، نسخهٔ وُدکادار اصلی با آب گوجه فرنگی در کلوپ شبانهٔ پولونز در منهتن توسط «پال پاولوفسکی» ابداع و با نامِ «اسمیرنوف اسمایلر» ارائه شد. در دسامبر همان سال والتر وینچل گزارش داد که این نوشیدنی با سس ووسترشر طعم‌دار شده است.
در سال ۱۹۵۹، کاریکاتوریست و خالق خانواده آدامز، چارلز آدامز (کارمند مجله نیویورکر، چند ساختمان آن طرف‌تر از کلوپ شبانه پولونز در منهتن) ادعا کرد که نوشیدنی «گراول گرتی» را او اختراع کرده است، که یک کوکتل از آب صدف/گوجه فرنگی و ودکا با چاشنی سس تاباسکو بود.
در سال ۱۹۶۲، کارل لا مارکا، مدیر بار در هتل بیکر دردالاس، «ایمپریال کِلَم دیگر» را اختراع کرد که افزودن چاشنی ریحان و یک پره لیموی شیراز به نسخه موجود «اسمیرنوف اسمایلر» بود که نامش را به «کِلَم دیگر» تغییر داد.
در اکتبر ۱۹۶۸، ویکتور فیشل، رئیس سیگرام و ری آنریگ، بازاریابِ شرکت سازندهٔ کلاماتو (شرکت ماتس)، مدعی شدند که کوکتل گوجه‌فرنگی/صدف/ودکای چاشنی‌شده را با نام «کِلَمدیگر» در اوایل سال ۱۹۶۸ در منهتن اختراع کرده‌اند. شرکت سیگرام که دفتر مرکزی آن تنها ۲ ساختمان از کلوپ شبانه پولونز فاصله داشت، یک درخواست رسمی علامت تجاری برای نام «کِلَمدیگر» با ادعای نخستین ابداع و استفاده را در ۳۱ مه ۱۹۶۸ ثبت کرد. از اواخر سال ۱۹۶۸ تا پایان سال ۱۹۶۹، سیگرام و ماتس یک فراجنبش تبلیغاتی بزرگ از دستور تهیهٔ کوکتل «کِلَمدیگر» را در مجلات سرتاسر کشور راه انداختد.
کوکتل سزار در سال ۱۹۶۹ توسط یک مدیر رستوران به نام «والتر چل» در «مسافرخانه کلگری» (امروزه در کالکیت هتل‌های زنجیره‌ای وِستین) در کلگری آلبرتا در کانادا اختراع شد. او مأموریت داشت یک نوشیدنی خاص برای رستوران ایتالیایی جدید این مسافرخانه ابداع کند که منجر به ساخت کوکتل سزار شد. او ودکا را با صدف و آب گوجه‌فرنگی، سس ووسترشر و سایر ادویه‌ها مخلوط کرد. سزار شبیه به بلادی مری است اما یک طعم تند منحصر به فرد دارد.
والتر چل گفت که ایدهٔ ساخت این نوشیدنی از ایتالیا می‌آید. او خاطرنشان کرد که در ونیز اسپاگتی آل فونگوله، اسپاگتی را با سس گوجه فرنگی و صدف سرو می‌کردند. او اندیشید که مخلوط صدف و سس گوجه‌فرنگی ترکیب خوبی در نوشیدنی خواهد بود، و صدف‌ها را له کرد تا «شهد» آنها را بگیرد و با سایر مواد مخلوط کند.
به گفته نوهٔ چل، اصل و نسب ایتالیایی او باعث شد که این نوشیدنی را «سزار» بنامد. گفته می‌شود که نام طولانی‌تر «بلادی سزار» این نوشیدنی را از بلادی مری متمایز می‌کند، اما چل گفت یکی از مشتریان همیشگی او در بار بوده که الهام‌بخش نام‌گذاری این نوشیدنی شده است. در طول سه ماهی که برای تکمیل نوشیدنی سپری کرد، از مشتریان خواست آن را بچشند و بازخورد خود را ارائه دهند. یکی از مشتریان همیشگی، که بریتانیایی بود و اغلب اسن نوشیدنی را سفارش می‌داد، یک روز گفت: «والتر، این سزار لعنتی خیلی محشره».

## محبوبیت
چل گفت که نوشیدنی بلافاصله مورد توجه شدید مشتریان رستوران قرار گرفت و ادعا کرد که «مثل یک موشک از جا کنده شد و بالا رفت». ظرف پنج سال پس از معرفی آن، سزار به محبوب‌ترین کوکتل کلگری تبدیل شد و در سراسر غرب کانادا و سپس در شرق آن گسترش یافت. همزمان با چهلمین سالگرد ابداع آن، طوماری در سال ۲۰۰۹ راه اندازی شد به این امید که سزار به عنوان کوکتل رسمی کشور نامگذاری شود. در کلگری، شهردار آن دِیو برونکانیه، سالگرد نوشیدنی را با اعلام روز ۱۳ مه ۲۰۰۹ به‌عنوان «روز سزار» در شهر جشن گرفت.
در همان زمان که سزار اختراع شد، شرکت ماتس به‌طور مستقل در حال توسعه کلاماتو، مخلوطی از گوشتابهٔ صدف و آب گوجه فرنگی بود. فروش کلاماتو در ابتدا تعریفی نداشت: ماتس در سال ۱۹۷۰ تنها ۵۰۰ بسته کلاماتو فروخت، اما پس از کشف نوشیدنی والتر چل توسط توزیع کنندگان شرکت ماتس، فروش آن به‌طور پیوسته افزایش یافت. تا سال ۱۹۹۴، ۷۰ درصد از فروش کلاماتو ماتس در کانادا برای ساخت کوکتل سزار بود، و نیمی از کل فروش کلاماتو در غرب کانادا انجام می‌شد. ماتس ادعا می‌کند که سزار محبوب‌ترین کوکتل در کانادا است و تخمین می‌زند که سالانه بیش از ۳۵۰ میلیون کوکتل سزار مصرف می‌شود.
در ایالات متحده، سزار معمولاً در بارهای حاشیهٔ مرز ایالات متحده آمریکا–کانادا در دسترس است. در جاهای دیگر، بارمن‌ها به جای آن بلادی مری را پیشنهاد می‌کنند. در اروپا، این نوشیدنی را می‌توان در مناطقی یافت که تراکم بیشتری از کانادایی‌ها در آن وجود دارند. ناشناس ماندن این کوکتل در خارج از کانادا علیرغم تلاش‌های بازاریابی هماهنگ، همچنان پابرجاست. تولیدکنندگان آب گوجه‌فرنگی-صدف بر این باورند که نوشیدنی‌های آن‌ها به دلیل آنچه که آن‌ها «حائل صدفی» توصیف می‌کنند، با مشکل مواجه شده است. آنها دریافته اند که مصرف‌کنندگان در ایالات متحده از وجود بیش از حد صدف در نوشیدنی‌ها نگرانند.

## طرز تهیه
تهیهٔ کوکتل سزار از قانون «یک، دو، سه، چهار» پیروی می‌کند. دستور غذا شامل یک شات ودکا (تقریبا ۴۴ میلی‌لیتر ودکا)، دو قاشق سس تند، سه ذره نمک و فلفل، چهار ذره سس ووسترشر به‌علاوهٔ ۱۸۰ میلی لیتر آب گوجه‌فرنگی و گوشتابهٔ صدف است که با یخ سِرو کنید. مواد را در لیوان بزرگ با لبه آغشته به نمک کرفس عرضه می‌شود، که معمولاً با یک ساقه کرفس و یک برش لیموی شیراز تزئین می‌شود.
سزار از این جهت یک نوشیدنی غیر معمول است که می‌توان آن را به صورت فله‌ای تهیه و برای مدتی در یخچال نگهداری کرد.

### برخی انواع فرعی
اگرچه افزودنی‌های مورد بحث در اینجا جزء مواد اولیه والتر چل نبود، اما سس تاباسکو و ترب کوهی یکی از افزودنی‌هایی است که به‌طور رایج با این کوکتل اضافه می‌شود. ودکا گاهی با جین، تکیلا یا رام جایگزین می‌شود، اما کلاماتو سرجایش هست و آن را اغلب تغییر نمی‌دهند. گونه‌ای که ودکا را با آبجو جایگزین می‌کند، معمولاً «چشم قرمز» یا «چشم صدفی» نامیده می‌شود، و گونه‌ای که با ودکا به‌علاوهٔ یک بطری آبجو تهی می‌شود، «بلادی موس‌هد» نام دارد. اگر کوکتل سزار بدون الکل باشد «ویرجین سزار» نامیده می‌شود.  مؤسسه بارتندینگ تورنتو یک «مدرسه سزار» را در مکان‌های مختلف در سراسر کانادا راه اندازی می‌کند که به بارمن‌ها می‌آموزد که چگونه چندین نوع گونه از این نوشیدنی مخلوط را تهیه کنند.